# Agenais
Pour les articles homonymes, voir Agenais (homonymie).
886 – 1791
Entités précédentes :
- Nitiobroges
- Gaule aquitaine
- Novempopulanie
- Comté d'Agenais
- Sénéchaussée de l'Agenais
- Parlement de Bordeaux

Entités suivantes :
- Départements de Lot-et-Garonne, Tarn-et-Garonne et Gironde
- Région de Nouvelle-Aquitaine

Carte de la Guyenne dans ses limites du XVIII.

L'Agenais (ou Agenois) (en occitan Agenés) est une ancienne circonscription de la province historique de Guyenne située dans l'actuelle région Nouvelle-Aquitaine.

## Géographie
Zone géographique de Nouvelle-Aquitaine principalement située autour d'Agen, ses limites correspondent au département actuel de Lot-et-Garonne sur la rive droite de la Garonne, avec en plus les cantons de Valence d'Agen et Montaigu en Tarn-et-Garonne, ainsi que le canton de Sainte-Foy-la-Grande en Gironde.

## Histoire
Le territoire de l'Agenais historique est l'héritage de celui de la tribu gauloise des Nitiobroges, peuple celte de l’oppidum d'Aginnum. Étymologiquement, en gaulois, le nom « Nitiobroges » peut se traduire par « Ceux qui ont leur propre pays ».
Région charnière et stratégique qui eut son apogée lors des guerres de Religion, et surtout la guerre de Cent Ans, situé entre le Périgord au nord, le Quercy à l'est, le Bazadais à l'ouest et l'Armagnac au sud, l'Agenais a été tiraillé par l'influence entre la Gascogne, la Guyenne et le Languedoc, ainsi que par Bordeaux et Toulouse. Lors de la croisade contre les albigeois une armée est dirigée sur l'Agenais pour en extirper l'hérésie. L'expédition est menée par le comte Guy II d'Auvergne et l'archevêque de Bordeaux,. 
C'était un comté-évêché : l'évêque d'Agen était également comte d'Agenais. 
La rive gauche de la Garonne a connu au fil des siècles une appartenance fluctuante à l'Agenais en fonction de l'existence de l'évêché de Condom, de la vicomté de Brulhois, du duché d'Albret (Nérac) et dépendait du Parlement de Toulouse. 
En 1462, sous Louis XI, l'Agenais fut rattaché au Parlement de Bordeaux. 
Il est, à la Révolution, l'une des anciennes circonscriptions de la province historique de Gascogne.

## Personnalités
- Ludomir Combes (1824-1892) réalise le premier relevé de la stratigraphie de l'Agenais.

## Principales villes
- Lot-et-Garonne : Agen, Villeneuve-sur-Lot, Fumel, Marmande
- Tarn-et-Garonne : Valence-d'Agen, Montaigu dit actuellement de Quercy
- Gironde  : Sainte-Foy-la-Grande, port qui donnait à l'Agenais, via le couloir de Duras, un accès à la Dordogne